# Еволюційна теорія статі В. А. Геодакяна
Еволюційна теорія статі була запропонована Вігеном Геодакяном в 1965 р. Теорія пояснює з єдиних позицій багато явищ, пов'язаних зі статтю: статевий диморфізм в нормі і патології співвідношення статей, диференціальну смертність і норму реакції статей, роль статевих хромосом, і статевих гормонів, асиметрію мозку і рук, реципрокний ефект, і психологічні і соціальні відмінності між статями.

## Історія питання
З 1965 р. було опубліковано понад 150 робіт, присвячених теорії статі та суміжним питанням — тривалості життя, диференціації мозку і рук, статевим хромосомам, механізмам регуляції у рослин і тварин, пороків серця та інших хвороб і навіть культурі, були зроблені повідомлення на багатьох вітчизняних і міжнародних конгресах, конференціях і симпозіумах. Дві конференції були присвячені виключно теорії (Санкт-Петербург, Росія, 1990, 1992). Теорію було включено до підручників і програми викладання ряду університетів і інститутів. Відносно теорії не раз писали на сторінках періодичної преси. На телебаченні було показано 3 интервью у програмі А. Гордона. Згадки відносно теорії зустрічаються у декількох статтях на наукову тематику: зоології, медицині, соціальної психології та ін.

## Принцип сполучених підсистем
Теорія заснована на принципі сполучених підсистем, які еволюціонують асинхронно. Чоловіча стать є оперативною підсистемою популяції, жіноча стать -консервативною підсистемою. Нова інформація від середовища потрапляє спочатку до чоловічої статі і тільки після багатьох поколінь передається жіночій, тому еволюція чоловічої статі передує еволюції жіночої. Цей зсув у часі (дві фази еволюції ознаки) створює дві форми ознаки (чоловічу і жіночу) — статевий диморфізм у популяції. Еволюційна «дистанція» між підсистемами необхідна для пошуку і перевірки новацій.
Інтерпретація статевого диморфізму як філогенетичної «дистанції» між статями, як еволюційні «новини», які вже потрапили до чоловічої підсистеми, але ще не передані жіночій, стосується всіх ознак рослин, тварин і людини за якими спостерігається статевий диморфізм. Тільки у випадку видових ознак закономірність проявляється в області патології, популяційних — в нормі, а за статевими ознаками — у вигляді «батьківського ефекту».
Теорія пов'язує основні характеристики роздільностатевої популяції:співвідношення статей, дисперсію статей і статевий диморфізм з умовами середовища і еволюційною пластичністю популяції. В оптимальних, стабільних умовах середовища ці характеристики мінімальні, тобто падає народжуваність (одночасно і смертність) хлопчиків, скорочується їх різноманітність і різниця між чоловічою і жіночою статтями. Все це знижує еволюційну пластичність популяції. В екстремальних умовах, коли для швидкої адаптації потрібна висока еволюційна пластичність, відбуваються зворотні процеси: зростають одночасно народжуваність і смертність (тобто «оборотність») чоловічої статі, його різноманітність, чіткішим стає статевий диморфізм.

## Аналіз проблеми статі
Поняття статі включає два фундаментальних явища: статевий процес (злиття генетичної інформації двох особин) і статеву диференціацію (поділ цієї інформації на дві частини). Залежно від присутності чи відсутності цих явищ, безліч існуючих способів розмноження можна розділити на три основні форми: безстатеве, гермафродитне і роздільностатеве. Статевий процес і статева диференціація явища різні і, по своїй суті, діаметрально протилежні. Статевий процес створює різноманітність генотипів, і в цьому полягає визнана багатьма вченими перевага статевих способів перед безстатевими. Статева диференціація, наклавши заборону на одностатеві комбінації (мм, жж), навпаки, знижує його вдвічі (явище відоме в англомовній літературі як «two-fold cost of sex»). Тобто, при переході від гермафродитного розмноження до роздільностатевого втрачається як мінімум половина різноманітності.
Тоді, незрозуміло, що дає поділ на дві статі, якщо він погіршує вдвічі основне досягнення статевого розмноження? Чому всі прогресивні в еволюційному плані види тварин: (ссавці, птахи, комахи) та рослин (дводомні) — роздільностатеві, в той час, як явні переваги кількісної ефективності та простоти у безстатевих форм, а розмаїття потомства — у гермафродітних?
Щоб вирішити загадку роздільностатевості необхідно пояснити, що дає диференціація, а для цього необхідно зрозуміти переваги роздільностатевості перед гермафродитизмом. Це означає, що роздільностатевість, яку марно намагаються зрозуміти як найкращий спосіб розмноження, зовсім таким не є. Це — ефективний спосіб еволюції.

## Консервативно-оперативна спеціалізація статей
Поділ на дві статі це спеціалізація по збереженню і зміні інформації в популяції. Одна стать повинна бути інформаційно більш тісно пов'язанию із середовищем, і бути більш чутливою до його змін. Підвищена смертність чоловічої статі від усіх факторів середовища дозволяє вважати її оперативною екологічною підсистемою популяції. Жіноча стать, як більш стабільна, є консервативною підсистемою і зберігає існуючий розподіл генотипів в популяції.
В еволюції статі на різних стадіях і рівнях організації з'явився цілий ряд механізмів, які послідовно забезпечували більш тісний зв'язок жіночої статі з генеративним (консервативним) потоком, а чоловічої — з екологічним (оперативним). Так, у чоловічої статі, у порівнянні з жіночою, вище частота мутацій, менша адитивність успадкування батьківських ознак, вужча норма реакції, вища агресивність і допитливість, активніша пошукова, ризикована поведінка та інші якості, що "наближають до середовища ". Усі вони, цілеспрямовано виносячи чоловічу стать на периферію розподілу, забезпечують їй переважне отримання екологічної інформації.
Інша група особливостей — величезна надмірність чоловічих гамет, їх малі розміри і висока рухливість, велика активність і мобільність самців, їх схильність до полігамії та інші етолого-психологічні властивості. Тривалі періоди вагітності, годування та турботи про потомство у самок, фактично підвищуючи ефективну концентрацію чоловічих особин, перетворюють чоловічу стать в «надлишкову», стало бути, «дешеву», а жіночу — в дефіцитну і більш цінну.
В результаті консервативно-оперативної спеціалізації статей відбувається їх асинхронна еволюція: нові ознаки з'являються спочатку в оперативній підсистемі (чоловіча стать) і тільки потім потрапляють в консервативну (жіноча стать).
Чоловіча стать залишається в небезпечних зонах і піддається дії відбору. Після дії відбору зменшується частка чоловічих особин і звужується їх генотипова дисперсія. У рушійному середовищі перетворення зачіпають і дисперсії статей і середні значення ознаки: норма реакції створює тимчасовий, фенотипічний статевий диморфізм, відбір — генотипічний. Чоловіча стать отримує нову екологічну інформацію. Підвищення смертності чоловічої статі збільшує народжуваність чоловічих особин за рахунок негативного зворотного зв'язку.

### Еволюційна роль статевих хромосом і статевих гормонів
Статевий процес і статева диференціація діють в протилежних напрямках: перший збільшує різноманітність генотипів, а друга — мінімум вдвічі погіршує його. Тому називати «неоднакову» пару гомологічних хромосом (ХY, ZW) «статевими», тільки через те, що вони визначають стать, не зовсім коректно. Набагато більше підстав вважати їх «антистатевими», адже саме вони погіршують головне досягнення статі — комбінаторику ознак. Основна роль статевих хромосом — еволюційна, — створення двох зрушених за часом форм (жіночої і чоловічої), для економної еволюції.
Стать зиготи визначають при зачатті статеві хромосоми. Далі, до кінця онтогенезу, статтю управляють статеві гормони. У ссавців базова стать — гомогаметна (XX) — жіноча; а похідна стать — гетерогаметна (XY) — чоловіча. Вона запускається Y-хромосомою, що перетворює «безстатеві» зачатки гонад ембріону в насінники, які продукують андрогени. При відсутності Y-хромосоми, ті ж тканини перетворюються на яєчники, що продукують естрогени. У птахів базова стать теж гомогаметна (ZZ), але — чоловіча; а похідна жіноча стать має гетерогаметну конституцію (ZW). Вона запускається W-хромосомою, яка перетворює зачатки в яєчники, що продукують естрогени. При відсутності W-хромосоми, ті ж тканини перетворюються на сім'яники, які продукують андрогени. Тобто, у ссавців андрогени зрушують самців від самок до середовища, а у птахів — естрогени видаляють самок від самців і середовища. В обох випадках, чоловіча стать є «середовищною», а жіноча — «системною».
Статеві гормони визначають розвиток не тільки ознак статевої диференціації (статевий диморфізм), але і асиметрію мозку, рук та інших частин тіла (латеральний диморфізм). Естрогени, розширюючи норму реакції, дозволяють жіночим фенотипам покинути зони відбору і зберегтися. Вони діють «доцентрово», видаляючи і ізолюючи систему від середовища. Андрогени — їх хімічні антагоністи, діють, навпаки — «відцентрово», наближаючи систему до середовища, піддаючи її більш інтенсивній дії відбору і прискорюючи еволюцію. Отже, андроген-естрогенне співвідношення регулює інтенсивність інформаційного контакту системи з середовищем.

## Більш широка норма реакції жіночої статі
Більш широка норма реакції жіночої статі була теоретично передбачена в 1973 р. Згідно гіпотезі, у особин чоловічої статі частка «спадкової компоненти» повинна бути більше, а «середовищної» — менше, ніж у особин жіночої статі. Тому, фенотипічна дисперсія чоловічої статі краще відображає її генетичний розподіл. Вплив середовища в онтогенезі сильніший на жіночу стать, тому будь-яке навчання або тренування більш ефективне.
Якщо порівняти внутрипарну і межпарну дисперсію у однояйцевих (монозиготних) близнюків чоловічої і жіночої статі, то внутрипарна повинна бути більшою у жіночих пар, а міжпарна — у чоловічих. Далі, фенотипічна дисперсія в чистій лінії може бути відносно ширшою у жіночої статі, а у поліморфній (дикій) популяції вона ширша у чоловічої.
Два дослідження проведені на 44 парах однояйцевих близнюків і 53 однояйцевих і 38 двояйцевих близнюків підтвердили пророкування теорії.

## Отримання екологічної інформації від середовища
По-перше, зміна факторів середовища може елімінувати найчутливішу до даного фактору частину особин популяції, в результаті природного відбору. Bo-друге, зміна факторів середовища, створивши дискомфортні умови, може повністю або частково усунути від розмноження іншу частину популяції — за рахунок статевого відбору. По-третє, змінене середовище модифікує частину популяції, що вижила, створюючи морфо-фізіологічні, поведінкові та інші неуспадковані адаптації, — за рахунок норми реакції. Наприклад, в холоді у тварин коротшають хвости, густішим стає хутро, товщає підшкірний жировий прошарок. Людина використовує печери, одяг, вогонь.
Перші два процеси (елімінація і дискримінація) прибирають якісь генотипи з пулу відтворення. Третій процес (модифікація), навпаки, дозволяє якимось генотипам зберегтися під прикриттям модифікованого фенотипу і потрапити до генофонду потомства. Тобто, когось доводиться ламати, вбивати, відстороняти, а когось — гнути, «виховувати», переробляти.
Щоб отримати екологічну інформацію від середовища, чоловіча стать повинна мати більшу фенотипічну дисперсію, яка може бути наслідком широкої генотипічної дисперсії. Вона може бути також наслідком більш широкої спадкової норми реакції жіночих особин, яка дозволяє їм покинути зони елімінації і дискомфорту. Більш широка генотипічна дисперсія чоловічої статі може бути результатом більш високого рівня мутацій у чоловічих особин, а також того, що жіночі нащадки успадковують батьківські ознаки більш адитивно.

### Механізми регуляції параметрів популяції
Два механізми контролюють параметри популяції у тварин — стрес і статеві гормони. Рослини отримують екологічну інформацію від середовища через кількість пилку.
Конкретна природа фактору середовища, по якому організм відчуває дискомфорт, для запуску цих механізмів не має, мабуть, ніякого значення, тобто байдуже, чим викликаний дискомфорт — морозом, посухою, голодом або ворогами. У всіх несприятливих умовах, при певній інтенсивності дискомфорту, розвивається стресовий стан, тобто така «узагальнена» екологічна інформація як би «одномірна» — тільки «добре» чи «погано».

## Співвідношення статей

### Підвищена смертність чоловічої статі
В ході онтогенезу співвідношення статей у багатьох видів рослин, тварин і людини знижується. Це пов'язано з підвищеною смертністю та пошкоджуваністю чоловічих систем, у порівнянні з відповідними жіночими. Ця картина спостерігається майже на всіх стадіях онтогенезу і на всіх рівнях організації, чи ми досліджуємо різні види (людина, тварини або рослини), різні рівні організації (особину, орган, тканину або клітину), або стійкість до різних шкідливих факторів середовища (низькі та високі температури, голод, отрути, паразити, хвороби та ін.)
Гамільтон (1948) наводить огляд диференціальної смертності статей для 70 видів, включаючи такі різні форми життя, як нематоди, молюски, ракоподібні, комахи, павукоподібні, птахи, рептилії, риби, ссавці. Згідно з цими даними, у 62 видів (89 %) середня тривалість життя самців коротша, ніж у самок; у більшості інших немає різниці, і лише в окремих випадках тривалість життя самців більша, ніж у самок.
Еволюційна теорія статі розглядає підвищену смертність чоловічої статі, як вигідну для популяції форму інформаційного контакту з середовищем, здійснювану через елімінацію шкідливим фактором середовища частини особин популяції. Наприклад, всі «нові» хвороби, хвороби «століття» або «цивілізації» (інфаркт, атеросклероз, гіпертонія та ін.), як правило, хвороби чоловічої статі.

### «Оборотність» чоловічих особин в екстремальних умовах середовища
У мінливих, екстремальних умовах середовища, підвищується смертність чоловічої статі і падає третинне співвідношення статей популяції. Чим мінливіше середовище, тим менше залишається в популяції чоловічих особин і, одночасно, тим більше їх потрібно для пристосування. Компенсувати зниження третинного співвідношення статей можна тільки підвищивши вторинне. Іншими словами, в екстремальних умовах середовища буде одночасно підвищуватися і смертність і народжуваність чоловічих особин, — тобто буде зростати їх «оборотність».

### Регуляція співвідношення статей популяції
У 1965 р. було припущено, що поряд з прямим зв'язком між вторинним і третинним співвідношенням статей існує також і регуляторний негативний зворотний зв'язок.

#### Організменні механізми регуляції співвідношення статей
Негативний зворотний зв'язок реалізується у рослин через кількість пилку, а у тварин — через інтенсивність статевої діяльності, старіння, спорідненість і загибель гамет. При цьому, мала кількість пилку, інтенсивна статева діяльність самців, свіжа сперма і старі яйцеклітини повинні призводити до збільшення народжуваності чоловічих особин.

#### Популяційні механізми регуляції співвідношення статей
Для реалізації популяційного механізму необхідно, щоб ймовірність мати нащадка даної статі розрізнялася у різних особин і визначалася їх генотипом. При цьому, повинна існувати зворотна залежність між репродуктивним рангом даної особини і статтю її потомства: чим вищий репродуктивний ранг, тим більше має бути нащадків протилежної статі. У цьому випадку, регуляція може здійснюватися на популяційному рівні — більшою чи меншою участю в розмноженні особин, що дають у потомстві надлишок самців або самок.

## «Перетин» каналу передачі інформації потомству
Кожному нащадку батько і мати передають приблизно однакову кількість генетичної інформації, але кількість потомства, якому може передати генетичну інформацію самець, незрівнянно більша кількості, якому може передати інформацію самка. Кожен самець, в принципі, може передати інформацію всьому потомству популяції, в той час, як самки такої можливості позбавлені. Тобто, пропускна здатність — «перетин» — каналу зв'язку самця з потомством значно більша, ніж перетин каналу зв'язку самки.

### «Перетин» каналу зв'язку і репродуктивна структура популяції
У строго моногамній популяції число батьків і матерів одно, тобто самці і самки мають однаковий «перетин каналу» зв'язку з потомством. У разі полігінії, коли батьків менше, ніж матерів, самці мають більший «перетин» каналу зв'язку. У разі поліандрії — все навпаки.

## Онтогенетична і філогенетична пластичність
Широка норма реакції робить жіночу стать більш мінливою і пластичною в онтогенезі. Вона дозволяє особинам жіночої статі покинути зони елімінації і дискомфорту, зібратися в зоні комфорту і зменшити фенотипічну дисперсію і смертність.
Більш вузька норма реакції чоловічої статі не дозволяє їй зменшити фенотипічну дисперсію. Чоловічі особини залишаються в зонах елімінації і дискомфорту і гинуть, або не залишають потомство. Це дозволяє популяції за нову інформацію «платити» в першу чергу жертвою чоловічих особин.
Висока онтогенетична пластичність жіночої статі забезпечує їй високу стабільність у філогенезі. У ряді поколінь жіноча стать більш повно зберігає наявний в популяції розподіл генотипів. Генотипічний розподіл чоловічої статі змінюється набагато сильніше. Отже, в філогенетичному плані більш мінлива, пластична чоловіча стать, а в онтогенетичному — навпаки, більш пластична і мінлива — жіноча. Такий, на перший погляд парадоксальний, розподіл ролей у філогенезі та онтогенезі, насправді, послідовно і несуперечливо реалізує ідею спеціалізації статей по консервативних та оперативних завданнях еволюції.

## Статевий диморфізм

### Статевий диморфізм в одному поколінні

#### Стабільні умови середовища
У стабільному середовищі всі перетворення генетичної інформації зачіпають дисперсії статей, але не зачіпають середніх значень ознак. Тому, статевий диморфізм відсутній. Виникає тільки різниця в дисперсії, яка при переході до наступного покоління зникає. Однак, необхідно, щоб генотипічний статевий диморфізм за нормою реакції існував заздалегідь (у стабільній фазі), причому, генетична інформація щодо широкої норми реакції повинна передаватися тільки по жіночій лінії, а щодо вузької — тільки по чоловічій.

#### Мінливе середовище
У рушійному середовищі фенотипічний розподіл чоловічої статі до дії відбору, приблизно повторює вихідний генотипічний розподіл. Широка норма реакції жіночої статі призводить до зрушення розподілу фенотипів і до появи тимчасового — фенотипічного — статевого диморфізму. Жіноча стать покидає зони відбору і дискомфорту, і зберігає спектр минулих генотипів.
Виникла різниця між чоловічими та жіночими гаметами частково зберігається і після запліднення, тому що інформація передана через Y-хромосому ніколи не потрапляє від батька до дочки. На користь того, що частина генетичної інформації залишається в чоловічій підсистемі і не потрапляє до жіночої, свідчить також існування реципрокних ефектів, — те, що при гібридизації не байдуже з якої породи походить батько, а з якої — мати.
Отже, різні перетини каналу і норма реакції чоловічої і жіночої статі, в рушійному середовищі, неминуче призводять, вже в одному поколінні, до виникнення генотипічного статевого диморфізму. У наступних поколіннях, в рушійному середовищі, він може накопичуватися і рости.

### Статевий диморфізм у філогенезі
Якщо перейти до філогенетичного масштабу часу, то у роздільностатевих форм, після зміни стабілізуючого середовища на рушійне, протягом багатьох поколінь ознака змінюється тільки у чоловічої статі. У жіночої статі — зберігається старе значення ознаки. Траєкторія еволюції ознаки роздвоюється на чоловічу і жіночу гілки, відбувається «розбіжність» ознаки у двох статей — поява і зростання генотипічного статевого диморфізму. Це - дивергентна фаза, в якій швидкість еволюції ознаки більша у чоловічої статі.
Через деякий час, коли вичерпуються можливості норми реакції й інших механізмів захисту жіночої статі, ознака починає змінюватися і у неї. Генотипічний статевий диморфізм, досягнувши свого оптимуму, залишається постійним. Це — стаціонарна фаза, коли швидкості еволюції ознаки у чоловічої і жіночої статі рівні. Коли у чоловічої статі ознака досягає нового еволюційно-стабільного значення, у жіночої статі вона продовжує ще змінюватися. Це — конвергентна фаза еволюції ознаки, коли швидкість її більша у жіночої статі. Генотипічний статевий диморфізм поступово зменшується і, при злитті ознак у двох статей, зникає. Стало бути, фази еволюції ознаки у чоловічої і жіночої статі зрушені в часі: у чоловічої статі вони починаються і закінчуються раніше, ніж у жіночої.
Так як еволюція ознаки завжди починається з розширення її генотипічної дисперсії і закінчується її звуженням, то в дивергентній фазі дисперсія ширша у чоловічої статі, а в конвергентній — у жіночої. Отже, за статевим диморфізмом і дисперсією статей можна судити про спрямованість і фазу еволюції ознаки.

### Статевий диморфізм за ознаками
Всі ознаки можна розділити на три групи за ступенем відмінності між статями.

#### Ознаки, однакові у обох статей
До першої групи віднесемо ті ознаки, за якими між чоловічю і жіночою статтю немає жодної різниці. До них належать якісні ознаки, які проявляються на рівні виду — спільний для обох статей план і принципову будову тіла, число органів і багато інших. Статевий диморфізм за цими ознаками в нормі відсутній. Але він спостерігається в області патології. У дівчаток частіше проявляються атавістичні аномалії (повернення або зупинки розвитку), а у хлопчиків — футуристичні (пошук нових шляхів). Наприклад, серед 4000 новонароджених дітей з трьома нирками дівчаток було в 2,5 рази більше, ніж хлопчиків, а серед 2000 дітей з однією ниркою було приблизно в 2 рази більше хлопчиків. Нагадаємо, що у наших далеких предків у кожному сегменті тіла малася пара видільних органів — метанефридій. Отже, три нирки у дівчаток — це повернення до предкової типу (атавістичний напрямок), а одна нирка у хлопчиків — футуристична тенденція. Така ж картина спостерігається серед дітей з наднормативним числом ребер, хребців, зубів і т. д., тобто органів, що зазнали в процесі еволюції зменшення числа — серед них більше дівчаток. Серед новонароджених з їх браком більше хлопчиків. Подібна картина спостерігається і в розподілі вроджених вад серця і магістральних судин.

#### Ознаки, властиві тільки одній статті
До другої групи належать ознаки, що зустрічаються тільки у однієї статі. Це первинні та вторинні статеві ознаки: статеві органи, молочні залози, борода у чоловіків, грива у лева, а також багато господарських ознак (продукція молока, яєць, ікри і т. д.). Статевий диморфізм за ними носить генотипічний характер, оскільки в фенотипі однієї статі ці ознаки відсутні, але спадкова інформація по цих ознаках записана в генотипі обох статей. Тому, якщо вони еволюціонують, то за ними повинен існувати генотипічний статевий диморфізм. Виявляється він у вигляді реципрокних ефектів.

#### Ознаки, присутні у обох статей
Третя група ознак знаходиться посередині між першою (статевий диморфізм відсутній) і другою групою (статевий диморфізм носить абсолютний характер). До неї належать ознаки, які зустрічаються і у чоловічої статі, і у жіночої, але розподілені в популяції з різною частотою і ступенем вираженості. Це кількісні ознаки: ріст, вага, розміри і пропорції, багато морфофізіологічних і етолого-психологічних ознак. Статевий диморфізм по них проявляється як відношення їх середніх значень. Він справедливий для всієї популяції, але може мати протилежне значення для окремої пари особин. Саме цей статевий диморфізм служить «компасом» еволюції ознаки.

### Статевий диморфізм і еволюція ознак
Статевий диморфізм тісно пов'язаний з еволюцією ознаки: він повинен бути відсутнім або бути мінімальним для стабільних ознак і максимальним, найбільш чітко вираженим, за філогенетично молодими (еволюціонуючими) ознаками. Як і дві інші основні характеристики роздільностатевої популяції — дисперсія і співвідношення статей, статевий диморфізм розглядається не як константа, властива даному виду, як вважалося раніше, а як змінна і регульована величина, тісно пов'язана з умовами середовища і визначає, у свою чергу, еволюційну пластичність ознаки. Оскільки в мінливому, екстремальному середовищі потрібна велика пластичність, ніж в стабільному (оптимальному), то і статевий диморфізм в стабільному середовищі повинен зменшуватися, а в мінливому — зростати.

### Статевий диморфізм і репродуктивна структура популяції
Статевий диморфізм повинен бути пов'язаний з репродуктивною структурою популяції: у строгих моногамів він повинен бути мінімальним, оскільки моногами використовують спеціалізацію статей тільки на рівні організму; у полігамних видів, повніше використовуються переваги диференціації, він повинен зростати з ростом ступеню полігамії.

### Статевий диморфізм у реципрокних гібридів («батьківський ефект»)
За ознаками, властивими тільки одній статі (первинні та вторинні статеві ознаки, а також багато господарсько-цінних ознак: продукція яєць, молока, ікри), статевий диморфізм має абсолютний, організменний, характер. Оскільки в фенотипі однієї статі ці ознаки відсутні, про генотипічний статевий диморфізм по них можна судити по реципрокних ефектах. Якщо за «старими» (стабільними) ознаками генетичний внесок батька у нащадка в середньому трохи менший від внеску матері (через материнський ефект, зумовлений цитоплазматичною спадковістю, гомогаметню конституцією і утробним розвитком у ссавців), то за «новими» ознаками, згідно еволюційної теорії статі, повинне існувати деяке домінування батьківських ознак над материнськими.
Батьківський ефект встановлений по алкоголізму у людини, по інстинкту насиджування, скоростиглості, несучості і живій вазі у курей, за динамікою росту, числу хребців і довжині тонкого кишечнику у свиней, по удою молока та продукції молочного жиру у великої рогатої худоби. Наявність батьківського ефекту за удоєм і несучостю означає не що інше, як більш високу генотипічну «удойність» у биків і «несучість» у півнів, ніж у корів і курей тих же порід.

### Статевий диморфізм в антропології
За твердженням Геодакяна, уявлення теорії статі, щодо відособленості нової і старої інформації протягом багатьох поколінь, дозволяє пояснити ряд незрозумілих явищ в антропології. Так в туркменській популяції методом узагальненого портрету було виявлено чітку різницю за статтю — жіночі портрети вкладалися в один тип, а чоловічі — у два типи. Аналогічне явище спостерігав Р. М. Юсупов в краніології башкирів — жіночі черепи були близькі до угро-фінського типу (в географічному плані це північно-західні сусіди сучасних башкирів), а чоловічі — до алтайського, казахського і інших (східні і південно-східні сусіди). В удмуртській популяції, дерматогліфіка у жінок відповідала північно-західному типу, а у чоловіків — східно-сибірському. Л. Г. Кавгазова зазначила схожість дерматогліфіки болгар з турками, тоді як болгарки були ближчі до литовців.
Жіночі форми фенотипів показують вихідний етнос, тоді як чоловічі форми — число джерел і напрямок генних потоків. Факти наведені вище, показують угро-фінське походження удмуртських і башкирських етносів, що розрізняються культурою і мовою. Чотиримодальний розподіл черепів чоловічої частини популяції, за твердженням В. Геодакяна, пояснюється впливом трьох різних навал з півдня і сходу. Напрямок генних потоків в цих популяціях — з південного сходу на північний захід, а для популяції болгар — з півдня на північ. Він стверджує також, що острівна популяція (японська), в повній відповідності з теорією, є мономодальною для обох статей.

## Еволюційна теорія статі— правила

### Екологічне правило диференціації статей
В оптимальних, стабільних умовах середовища, коли немає необхідності у високій еволюційної пластичності, основні характеристики зменшуються і мають мінімальне значення, — тобто падає народжуваність (одночасно і смертність) хлопчиків, скорочується їх різноманітність і різниця між чоловічою і жіночою статтю. Все це знижує еволюційну пластичність популяції. В екстремальних умовах мінливого середовища, коли для швидкої адаптації потрібна висока еволюційна пластичність, йдуть зворотні процеси: ростуть, одночасно, народжуваність і смертність (тобто «оборотність») чоловічої статі, його різноманітність, чіткішим стає статевий диморфізм. Все це підвищує еволюційну пластичність популяції.

### Правило критерію еволюції ознаки
Ознака еволюціонує — якщо по ній існує статевий диморфізм, і стабільна — коли статевий диморфізм відсутній.

### Філогенетичне правило статевого диморфізму
«Якщо за якоюсь ознакою існує генотипічний популяційний статевий диморфізм, то ця ознака еволюціонує від жіночої форми до чоловічої».
При цьому, якщо дисперсія ознаки у чоловічої статі більша, ніж у жіночої — еволюція перебуває у дивергентній фазі, якщо дисперсії статей рівні — фаза еволюції стаціонарна, якщо дисперсія більша у жіночої статі — то фаза конвергентна. (Філогенетичне правило дисперсії статей).
Правило є частиною «Еволюційної теорії статі». З точки зору системного підходу, застосованого В. А. Геодакяном в 1965 р. щодо проблеми статі, статевий диморфізм розглядається як наслідок асинхронної еволюції статей. Отже, статевий диморфізм виникає тільки за еволюціонуючими ознаками. Це еволюційна «дистанція» між статями, яка з'являється з початком еволюції ознаки і зникає з її кінцем. Відповідно, статевий диморфізм може бути наслідком будь-якого виду відбу, а не тільки статевого, як вважав Дарвін.

### Філогенетичне правило дисперсії статей
Якщо дисперсія ознаки у чоловічої статі більша, ніж у жіночої — еволюція знаходиться в дивергентній фазі, якщо дисперсії статей рівні — фаза еволюції стаціонарна, якщо дисперсія більша у жіночої статі — то фаза конвергентна. Дисперсія — різноманітність ознак у чоловічої і жіночої статі.
У роздільностатевій популяції, кожна стать має свою величину дисперсії — {\displaystyle \sigma _{M}} и {\displaystyle \sigma _{F}}. Інші параметри — це число особин {\displaystyle N}, співвідношення статей і статевий диморфізм. Сумарний внесок дисперсії, співвідношення статей і статевого диморфізму, визначає ступінь диференціації статей.
Розрізняють генотипічну і фенотипічну дисперсію статей.

#### Дисперсія статей в онтогенезі
За аналогією із співвідношенням статей для різних стадій онтогенезу, можна виділити також первинну, вторинну і третинну дисперсію статей. Оскільки дисперсія пов'язана з ознаками, а в зиготі більшість ознак ще в потенції, під первинною дисперсією треба розуміти ті потенції, з яких буде реалізовано ознаку у дорослій дефінітивній стадії.
Генотипічна дисперсія

#### Підвищений рівень мутацій у чоловічих особин
Оскільки число клітинних поділів в сперматогенезі набагато більше числа поділів в овогенезі і помилки при реплікації і репарації ДНК є головним джерелом мутацій для молекулярної еволюції, був зроблений висновок, що все це може призвести до більшої частоти мутацій у статевих хромосомах, в порівнянні з аутосомами, і було припущено, що самці служать генератором мутацій, принаймні, в еволюції ссавців. (Той факт, що рівень, як спонтанного так і індукованого мутагенезу у гетерогаметних і у гомогаметних самців вищий, ніж у самок (для дрозофіли, шовкопряда, ссавців, у тому числі і людини) був встановлений давно і неодноразово). Більш високий рівень точкових мутацій відзначений також у самців мишей, в порівнянні з самками.

##### Успадкування батьківських ознак
Було виявлено, що жіночі нащадки успадковують батьківські ознаки більш адитивно (проміжне, середньоарифметичне успадкування), ніж чоловічі. Відмінності між самцями і самками мишей спостерігалися для відносної маси наднирників, тимусу, статевих залоз і гіпофізу, а також генів, відповідальних за рухову активність.

#### Фенотипічна дисперсія
Більша фенотипічна дисперсія чоловічої статі є одним з основних положень еволюційної теорії статі. Через те, що фенотипічна дисперсія відображає генотипічну, можна очікувати, що у чоловічих особин вона повинна бути ширшою за рахунок мутацій і неадитивне успадкування ознак. Ступінь зв'язку генотипу з фенотипом (норма реакції) також визначає величину фенотипічної дисперсії.

#### Дисперсія статей у філогенезі
Згідно еволюційної теорії статі В. А. Геодакяна, дисперсія статей, також як і співвідношення статей і статевий диморфізм, тісно пов'язана з одного боку з умовами середовища, а з іншого — з еволюційною пластичністю, необхідної на даній стадії еволюції ознаки.

##### Негативний зворотний зв'язок, регулюючий дисперсію статей у популяції
Контроль дисперсії може здійснюватися через Х-хромосомне успадкування та механізм гомо-/гетерозиготності. В генотипі чоловічої статі всі Х-хромосомні гени перебувають у гемізиготному стані і всі рецесивні ознаки проявляться, тоді як в жіночому генотипі ознаки проявляться лише в гомозиготному стані. Такі ознаки знаходяться на периферії фенотипічного розподілу і піддаються дії відбору (оперативна частина). Гетерозиготні жіночі генотипи повинні знаходитися в центрі розподілу (консервативна частина).
Внаслідок схрещування, чоловічі генотипи однаково залишаються на периферії розподілу, не змінюючи співвідношення між оперативною і консервативною частинами. Жіночі ж генотипи переходять з гетерозиготного стану в гомозиготний і навпаки. При цьому, гомозиготизація призводить до їх переходу з центру на периферію і збільшує дисперсію, тоді як гетерозиготизація призводить до зворотного ефекту. Цей механізм здатний регулювати дисперсію і автоматично підтримує її оптимум. Зі зменшенням дисперсії, пропорція жіночих гетерозигот зростає, що призводить до більшої гомозиготизації в наступному поколінні. І навпаки, збільшення дисперсії (зростання пропорції жіночих гомозигот) призводить до гетерозиготизації і зменшення дисперсії (негативний зворотний зв'язок).

### Онтогенетичне правило статевого диморфізму
«Якщо за якоюсь ознакою існує популяційний статевий диморфізм, то в онтогенезі ця ознака змінюється, як правило, від жіночої форми до чоловічої».
Можна сказати також, що для початкової, ювенільної стадії онтогенезу більш характерна жіноча форма ознаки, а для дефінітивних, зрілої стадії — чоловіча. Іншими словами, жіночі форми ознак з віком повинні, як правило, слабшати, а чоловічі форми — посилюватися.
На більш тісний зв'язок жіночої статі з початковою фазою онтогенезу звернув увагу ще Чарлз Дарвін. Він писав: «У всьому тваринному світі, якщо чоловіча і жіноча стать відрізняються одна від одної за зовнішнім виглядом, видозмінюється, за рідкісними винятками, самець, а не самка, тому що остання звичайно залишається схожою з молодими тваринами свого виду і з іншими членами всієї групи». Антропологи також відзначали близькість жіночого типу з дитячим (більш грацільні кістки, слабко виражені надбрівні дуги, меншу обволошенность тіла та ін.).

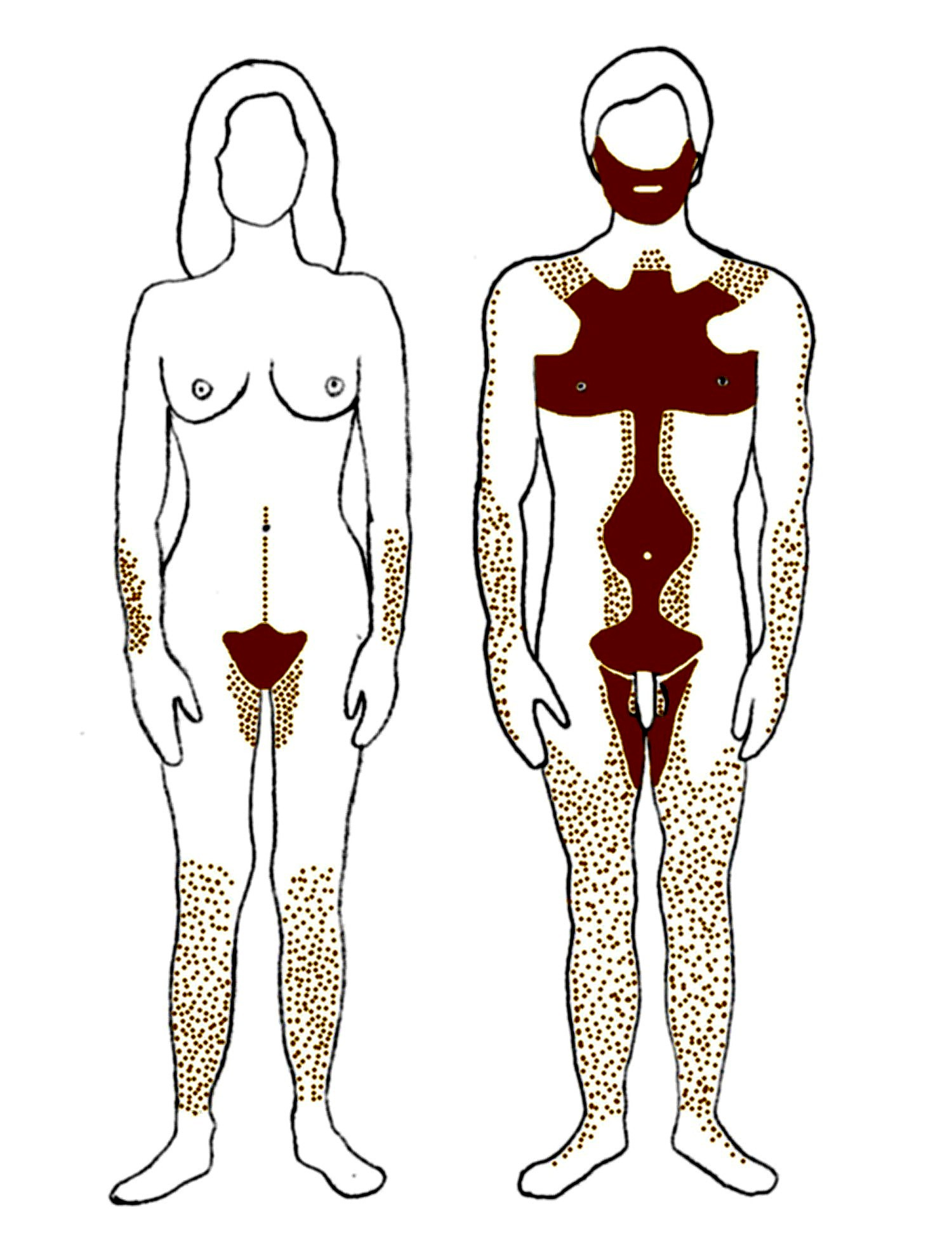
Розподіл волосся по тілу жінки і чоловіка

Яскравим прикладом може служити зв'язок ступеню розвитку рогів, у різних видів оленів і антилоп, з віком їх появи у самців і самок: чим сильніше виражена рогатість у виду в цілому, тим у більш ранньому віці з'являються роги: спершу у самців і пізніше у самок. Онтогенетическое правило статевого диморфізму було підтверджено на 16 антропометричних ознаках: відносна довжина ніг, передпліччя, 4-го і 2-го пальців, головний індекс, окружність зубної дуги, епікантус, горбовина спинки носа, обволошенность тіла, обличчя та голови, концентрація еритроцитів в крові, частота пульсу, швидкість спорожнення жовчного міхура, асиметрія мозку, час реакції, відчуття гіркого смаку фенілтіомочевини і нюх.

### Філогенетичне правило реципрокних ефектів
«У реципрокних гібридів за дивергуючими ознаками батьків повинна домінувати батьківська форма (порода), а по конвергуючими — материнська.»

### Тератологічне правило статевого диморфізму

Природжений вивих стегна

"Аномалії розвитку, що мають "атавістичну"природу частіше повинні з'являтися у жіночої статі, а ті, що мають "футуристичну"природу (пошук), — у чоловічої".
За видовими (і вище рангів спільності) ознаками (багатоклітинність, теплокровність, число органів, план і принципова будова тіла та ін.) статевий диморфізм у нормі відсутній. Він спостерігається тільки в області патології і виражається в різній частоті появи тих чи інших вроджених вад розвитку у чоловічої і жіночої статі. Класифікація вроджених аномалій на «атавістичні» (повернення або зупинки розвитку) і «футуристичні» (пошук нових шляхів) дозволяє, у деяких випадках, простежити в статевому диморфізму такі передбачені еволюційною теорією статі загальні тенденції. Наприклад, серед близько 2000 новонароджених дітей, що з'явилися на світ з одною ниркою, було приблизно в двічі більше хлопчиків, в той час як серед 4000 дітей з трьома нирками приблизно в 2,5 рази більше дівчаток. У ланцетника і морських черв'яків (далеких попередників ссавців) в кожному сегменті тіла є по парі спеціалізованих органів виділення — метанефридії. Отже, появу трьох нирок можна, в певному сенсі, розглядати як «атавістичну» тенденцію, а однієї нирки — як «футуристичну». Ця ж картина спостерігається серед новонароджених дітей з наднормативним числом ребер, хребців, зубів та інших органів, що зазнали в процесі еволюції редукцію числа, олігомеризацію, — серед них більше дівчаток. Серед новонароджених з їх браком — навпаки, більше хлопчиків.
Інша патологія — вроджений вивих стегна — зустрічається у дівчаток в 4-5 разів частіше, ніж у хлопчиків. Відзначимо, що діти з цим дефектом краще, ніж нормальні, бігають рачки і лазять по деревах. Можна навести також посилання, що зустрічаються ще у Дарвіна, на наднормативні м'язи, які в 1,5 рази частіше виявляються в трупах чоловіків, ніж у жінок. Або ж дані щодо частоти появи новонароджених з 6-м пальцем, — тут також число хлопчиків в 2 рази перевищує число дівчаток.
Правило було також перевірено на матеріалі вроджених вад серця і магістральних судин (32 тис. випадків). Було показано, що жіночі аномалії розвитку носять характер збереження ембріональних особливостей будови серця, властивих останнім стадіям внутрішньоутробного розвитку, або ж ознак, властивих видам, що стоять на нижчих щаблях еволюційної драбини (недалеке минуле) (відкритий овальний отвір у міжпередсердній перегородці і Боталлова протока). Елементи «чоловічих» пороків (стенози, коарктації, транспозиція магістральних судин) мають «футуристичну» природу (пошук).

### Правило відповідності
Якщо мається система пов'язаних між собою явищ, в яких можна виділити орієнтовані в часі минулу і майбутню форми, то існує відповідність (більш тісний зв'язок) між усіма колишніми формами, з одного боку, і між майбутніми — з іншого.
Правило відповідності було сформульовано В. А. Геодакяном в 1983 р. і проілюстровано на прикладі минулих і майбутніх форм ознак у різних явищах.
У 1866 р. був відкритий біогенетичний закон Геккеля — Мюллера, який встановлює зв'язок між явищами філогенезу і онтогенезу (онтогенез — стисле повторення філогенезу).
Якщо для простоти говорити не про організм в цілому, а лише про одну його ознаку, то явище філогенезу — це динаміка (поява і зміна) ознаки в еволюційному масштабі часу, в історії виду. Явище онтогенезу — це динаміка ознаки в історії життя особини. Отже, закон Геккеля-Мюллера пов'язує між собою онтогенетичну і філогенетичну динаміки ознаки.
У 1965 р. В. А. Геодакяном було відкрито закономірність, що зв'язує явище популяційного статевого диморфізму з філогенезом. «Якщо за якоюсь ознакою існує генотипічний популяційний статевий диморфізм, то ця ознака еволюціонує від жіночої форми до чоловічої».
У 1983 р. ним же було теоретично передбачено закономірність, що зв'язує явище статевого диморфізму з онтогенезом. «Якщо за якоюсь ознакою існує популяційний статевої диморфізм, то в онтогенезі ця ознака змінюється, як правило, від жіночої форми до чоловічої».
Введемо поняття двох форм ознаки, пов'язаних з вектором часу, в кожному з трьох явищ (філогенезу, онтогенезу і статевого диморфізму). У філогенезі ознаки будемо розрізняти його «атавістичну» і «футуристичну» форми, в онтогенезі ознаки — його «ювенільну» (молоду) і «дефінітивну» (дорослу) форми, а в популяційному статевому диморфізму — його «жіночу» та «чоловічу» форми. Тоді узагальнену закономірність, що зв'язує явища філогенезу, онтогенезу і статевого диморфізму, можна сформулювати як «правило відповідності» між атавістичною, ювенільною і жіночою формами ознак, з одного боку, і між футуристичною, дефінітивною і чоловічою формами — з іншого.
«Правило відповідності» можна поширити і на інші явища, системно пов'язані з філогенезом і онтогенезом (еволюцією), в яких можна виділити минулу і майбутню форми. Наприклад, явище мутування (філогенетичний процес виникнення генів), явище домінування (онтогенетичний процес прояву генів), явище гетерозису і реципрокного ефектів. На зв'язок між явищами філогенезу, онтогенезу, мутування, домінування та статевого диморфізму вказують такі відомі факти, як: більш висока ступінь спонтанних мутацій у чоловічої статі; більш адитивне успадкування батьківських ознак нащадками жіночої статі, а отже, більш домінантне спадкування нащадками чоловічої статі, відомі аутосомні гени, що проявляють себе в жіночому геномі як рецесивні ознаки, а в чоловічому — як домінантні і посилюються в онтогенезі, наприклад ген рогатості-комолості у овець, або ген, що викликає облисіння у людини, а також домінування батьківській форми над материнською по еволюціонуючих (нових) ознаках («батьківський ефект»).

## Пророцтва
Філогенетичне і онтогенетичне правила статевого диморфізму, що зв'язують явище статевого диморфізму з динамікою ознаки в філогенезі і онтогенезі, дають можливість знаючи одне явище передбачити два інших.
Відомо, що у далеких філогенетичних попередників людини очі були розташовані латерально, їх зорові поля не перекривалися і кожне око було пов'язане лише з протилежною півкулею мозку — контралатерально. В процесі еволюції у деяких хребетних, в тому числі і у предків людини, у зв'язку з набуттям стереоскопічного зору, очі пересунулися вперед. Це привело до перекриття лівого і правого зорових полів і до появи нових іпсилатеральних зв'язків: ліве око — ліва півкуля, праве око — праве. Таким чином, з'явилася можливість мати в одному місці зорову інформацію від лівого і правого ока, — для їхнього зіставлення і виміру глибини. Стало бути, іпсилатеральні зв'язки філогенетично більш молоді, ніж контралатеральні. На підставі філогенетичного правила, можна передбачити еволюційно більш просунуті іпси-зв'язки у чоловічої статі, у порівнянні з жіночою, — тобто статевий диморфізм за часткою іпси / контра волокон в зоровому нерві. На підставі онтогенетичного правила статевого диморфізму можна передбачити зростання частки іпси-волокон в онтогенезі. А оскільки зорово-просторові здібності і об'ємна уява тісно пов'язані зі стереоскопією і іпси-зв'язками, то стає зрозумілим, чому у чоловіків вони розвинені краще. Цим пояснюються спостережувані відмінності чоловіків і жінок в розумінні геометричних задач, орієнтуванні і визначенні напрямків, читанні креслень і географічних карт (див., напр., «Чоловіча і жіноча стратегія орієнтування на місцевості» // Behavioral Neuroscience).
Застосування тих же правил до нюхового рецептора людини, приводить до висновку, що в філогенезі нюх людини, на відміну від зору, погіршується. Оскільки, як було показано, у людей з віком відбувається атрофія нюхових волокон і їх кількість в нюховому нерві неухильно зменшується, то можна передбачити, що їх число у жінок має бути більше, ніж у чоловіків.
- У більшості видів хребетних, еволюція яких супроводжувалася збільшенням розмірів, самці частіше мають бути більшими за самок.
- У багатьох видів комах і павукоподібних, які навпаки дрібнішали, самці повинні бути дрібніші від самок.
- За всіма селекційними ознаками, у культурних рослин і тварин, самці повинні перевершувати самок.
- У реципрокних гібридів, за дівергуючими ознаками батьків, повинна домінувати батьківська форма (порода), а по конвергуючих — материнська.
- Ознаки недалекого філогенетичного минулого частіше повинні зустрічатися у особин жіночої статі, а ознаки недалекого можливого майбутнього — у особин чоловічої статі.

Передбачення було підтверджено аналізом 31814 хворих з вродженими вадами серця та магістральних судин.
Наднормативні м'язи в 1,5 рази частіше виявляються у чоловіків, ніж у жінок.
- Відомо, що відносні розміри мозолистого тіла в онтогенезі людини збільшуються. Це означає, що воно має бути більшим у чоловіків і рости в філогенезі.

## Критика і ставлення до інших теорій
Критика теорії статі в цілому в літературі відсутня. Критика окремих аспектів іноді зустрічається. Наприклад в книзі Л. А. Гаврилова і Н. С. Гаврилової аналізуються статеві відмінності в тривалості життя. Щодо більшої варіабельності ознак у самців відповідальних за їх підвищену смертність, автори зазначають, що «в даній гіпотезі не розкритий конкретний молекулярно-генетичний механізм, що призводить до більшої тривалості життя самок.» І там же пишуть, що цей недолік, «може бути в принципі усунутий в ході подальшого розвитку та конкретизації даної гіпотези.» Вони вважають, що пророкування теорії про переважання чоловіків серед довгожителів не узгоджується з фактами, оскільки по-перше, «в міру зростання тривалості життя ростуть і відмінності за цією ознакою між чоловіками і жінками» і друге «в останні роки в розвинених країнах спостерігається прискорене порівняно з чоловіками зниження смертності жінок старших віків.» Вони також вважають, що «більша тривалість життя самок зовсім не є загальнобіологічною закономірністю». Слід зазначити, що висновок про більшу тривалість життя самок у більшості вивчених видів був зроблений задовго до появи теорії статі в цілому ряді робіт.
Оскільки сам Ч. Дарвін вважав, що чоловіча стать змінюється раніше, основне положення концепції В. Геодакяна, що еволюція статей відбувається асинхронно, не суперечить теорії еволюції Дарвіна. Останнім часом на Заході навіть широко вживається новий термін «англ. male-driven evolution». Теорія В. Геодакяна доповнює і розширює теорію статевого добору Ч. Дарвіна, відзначаючи, що статевий диморфізм може виникнути в результаті будь-якого (а не тільки статевого) відбору.
Теорія В. Геодакяна аналізує процес статевої диференціації, і тому не суперечить численним теоріям, що намагаються пояснити виникнення і підтримання статевого розмноження, оскільки вони приділяють основну увагу процесу схрещування.
Серед теорій роздільностатевості, теорія статі є більш загальною, ніж наприклад теорія Паркера (1972), яка пояснює статеву диференціацію на рівні гамет і тільки у водних тварин.

## Ресурси Інтернету
- Еволюційна теорія статі [Архівовано 25 серпня 2014 у Wayback Machine.]
- Роль сексу в еволюції людини [Архівовано 4 серпня 2015 у Wayback Machine.]
- http://www.amazon.com/Evolutionary-Theory-Sex-Russian/dp/0985662018/ref=sr_1_1?s=books&ie=UTF8&qid=1417983833&sr=1-1
- http://www.amazon.com/Two-Sexes-Why-Sergey-Geodakyan/dp/148237613X/ref=la_B00JFMR2XM_1_2?s=books&ie=UTF8&qid=1417983333&sr=1-2

## Виноски
1. 1 2  Геодакян В. А. Половой диморфизм // Биол. журн. Армении. — 1986. — Т. 39, № 10. — С. 823—834.
2. 1 2 3  Геодакян В. А., Шерман О. Л. Экспериментальная хирургия и анестезиология. — 1970. — Т. 32, № 2. — С. 18-23.
3. ↑  Геодакян В. А., Шерман О. Л. (1971) Связь вродженных аномалий развития с полом // Журн. общ. биологии. — 1971. — Т. 32, № 4. — С. 417—424.
4. 1 2  Геодакян В. А., Геодакян С. В. Существует ли отрицательная обратная связь в определении пола? // Журн. общ. биологии. — 1985. — Т. 46, № 2. — С. 201—216.
5. 1 2  Геодакян В. А. Дифференциальная смертность и норма реакции мужского и женского пола // Журн. общ. биологии. — 1974. — Т. 35, № 3. — С. 376—385.
6. ↑  Геодакян В. А. Половые хромосомы: для чего они? (Новая концепция) // Докл. АН СССР. — 1996. — Т. 346. — С. 565—569.
7. ↑  Геодакян В. А. Эволюционная логика функциональной асимметрии мозга // Докл. АН СССР. — 1992. — Т. 324, № 6. — С. 1327—1331.
8. ↑  Геодакян В. А., Геодакян К. В. Новая концепция леворукости // Докл. РАН. — 1997. — Т. 356, № 6. — С. 838—842.
9. ↑  Геодакян В. А. Эволюционные теории асимметризации организмов, мозга и тела // Успехи физиол. наук. — 2005. — Т. 36, № 1. — С. 24-53.
10. 1 2  Публикации. Архів оригіналу за 9 лютого 2015. Процитовано 13 вересня 2014.
11. ↑  Хронология и основные события[недоступне посилання з квітня 2019]
12. ↑  Соколова Е. И. (1992) Два пола зачем и почему? Всероссийский институт повышения квалификации инженерно-педагогических работников и специалистов профтехобразования. — С.-Петербург. — 41 с.
13. ↑  Васильченко Г. С. Общая сексопатология. Руководство для врачей. — М.: Медицина, 1977; 2005
14. ↑  Нартова-Бочавер С. К. Дифференциальная психология: Учеб. пособие. — М.: Флинта, Моск. психол.-соц. ин-т. — 2003. — С. 158—179.
15. ↑  Жуков Д. А. Биология поведения. Гуморальные механизмы. — С-Пб.: Речь, 2007г. — 443 с.  [Архівовано 10 вересня 2013 у Wayback Machine.]
16. ↑  Моск. физ.-техн. ин-т. Фак. молекул. и биол. физики (ФМБФ). Курс лекций «Основы биологии» для 1-го курса. Лекция 24 «Эволюционная теория пола. Биотехнологии. Иммунология. Передача сигналов в организме». http://www.fizhim.ru/student/files/biology/biolections/lection24/ [Архівовано 1 листопада 2012 у Wayback Machine.]
17. ↑  Харьков. Нац. Ун-т. Психол. фак. Каф-ра общей психологии. Иванова Е. Ф. Гендерные исследования в психологии. Лекция 11. Исследования гендерных различий организации мозга и когнитивной сферы. http://www.gender.univer.kharkov.ua/speckursy-025.shtml [Архівовано 3 березня 2016 у Wayback Machine.]
18. ↑  Гордон А. (2002) Эволюционная теория пола. Программа «00:30» НТВ, 06.03.2002 http://www.ntv.ru/gordon/archive/907/ [Архівовано 7 лютого 2012 у Wayback Machine.]
19. ↑  Гордон А. (2002) Эволюционная теория пола-2. Программа «00:30» НТВ, 15.04.2002
20. ↑  Гордон А. (2003) Теория асимметрии мозга. Программа «00:30» НТВ, 09.12.2003. http://www.gordon.ru/konkurssite/for_print/031209st_p.html [Архівовано 24 серпня 2004 у Wayback Machine.]
21. ↑  Пантелеев П. А. О роли гипотез в зоологических исследованиях // Вестн. зоологии. — 2003. — Т. 37, № 2. — С. 3-8.
22. ↑  Раевский П. М., Шерман А. Л. Значение пола в эпидемиологии злокачественных опухолей (системно-эволюционный подход) // Мат. обработка мед.-биол. информации. — М.: Наука, 1976. — С. 170—181.
23. ↑  Баллюзек Ф. В., Сквирский В. Я., Скоробогатов Г. А. Говорят ученые (на грани сенсаций): о питьевой воде и водопроводе, о лечебном серебре и алкоголе, о гиподинамии и диете, …// Санкт-Петербург, 2009.
24. ↑  Журавлева М. И., Соболева Т. С. О некоторых гендерных вопросах исследования психологии творчества // МКО, 2005. — Ч. 1. — С. 165—171.
25. ↑  Кочетова Т. В. Эволюционный подход в социально-психологических исследованиях: половые различия как ведущие детерминанты статусных предпочтений // Соц. психология и общество. — 2010. — № 1. — С. 78-90.
26. ↑  Trofimova I. N. Are men evolutionary wired to love the «Easy» buttons? // Nature Proceedings, 2011, hdl:10101/npre.2011.5562.1, p. 1-16.
27. ↑  Геодакян В. А. Теория дифференциации полов в проблемах человека // Человек в системе наук. — М.: Наука, 1989. — С. 171—189.
28. ↑  Геодакян В. А. Эволюционная теория пола // Природа. — 1991. — № 8. С. 60-69.
29. ↑  Геодакян В. А. Дифференциальная смертность полов и норма реакции // Биол. журн. Армении. — 1973. — Т. 26, № 6. — С. 3-12.
30. ↑  Vandenberg S. G., McKusick V. A., McKusick A. B. Twin data in support of the Lyon hypothesis // Nature. — 1962. — Vol. 194, No 4827. — P. 505—506.
31. ↑  Chovanova E., Bergman P., Stukovsky K. Abstracts of communications of II Congress of European Anthropological Association. — Brno, 1980. — Р. 136.
32. 1 2  Геодакян В. А. Количество пыльцы как регулятор эволюционной пластичности перекрестноопыляющихся растений // ДАН СССР. — 1977. — Т. 234, № 6. — С. 1460—1463.
33. ↑  Hamilton J. B. The role of testicular secretions as indicated by the effects of castration in man and by studies of pathological conditions and the short life span associated with maleness // Recent Progress in Hormone Research. -N.Y.: Acad. Press, 1948. — Vol. 3. — Р. 257—322.
34. ↑  Stump J. B. What's the Difference? How Men and Women Compare // N.Y., William Morrow & Co., Inc., 1985.
35. ↑  Геодакян В. А. Эволюционные хромосомы и эволюционный половой диморфизм // Изв. Академии Наук. Сер. Биол. — 2000. — № 2. — С. 133—148.
36. 1 2  Геодакян В. А. Половой диморфизм и «отцовский эффект» // Журн. общ. биологии. — 1981. — Т. 42, № 5. — С. 657—668.
37. 1 2  Геодакян В. А. Теория дифференциации полов в проблемах человека // Человек в системе наук. — М.: Наука, 1989. — 504 с., с. 171—189.
38. ↑  Павловский О. М. О чем рассказывает обобщенный фотопортрет? //Наука и жизнь. — 1980. — № 1. — С. 84-90.
39. ↑  Юсупов Р. М. О половом диморфизме и значении женских выборок черепов в антропологии // Источники по истории и культуре Башкирии. — Уфа, 1986. — С. 51-56.
40. ↑  Долинова Н. А. Дерматоглифика удмуртов // Новые исследования по этногенезу удмуртов. — Ижевск: Уро АН СССР, 1989. — С. 108—122.
41. 1 2  Геодакян В. А. Роль полов в передаче и преобразовании генетической информации // Пробл. передачи информ. — 1965. — Т. 1, № 1. — С. 105—112.
42. ↑  Kerkis J. Some Problems of Spontaneous and Induced Mutagenesis in Mammals and Man // Mutation Res. — 1975. — Vol. 29. — Р. 271—280.
43. ↑  Searle A. G. Spontaneous frequencies of point mutations in mice // Humangenetik. — 1972. — Bd. 16, No ½. — S. 33-38.
44. ↑  Badr F. M., Spickett S. G. Genetic variation in adrenal weight relative to body weight in mice // Acta Endocrinol. Suppl. — 1965. — Vol. 100. — Р. 92-106.
45. ↑  Шюлер Л., Бородин П. М., Беляев Д. К. (1976) Проблемы генетики стресса // Генетика. — 1976. — Т. 12, № 12. — С. 72-82.
46. ↑  Бородин П. М. Шюлер Л.. Беляев Д. К. Проблемы генетики стресса. Сообщ. I. Генетический анализ поведения мышей в стрессирующей ситуации // Генетика. — 1976. — Т. 12, № 12. — С. 62-72.
47. ↑  Geodakjan V.A. (1987) Feedback Control of Sexual Dimorphism and Dispersion // Towards a New Synthesis in Evolut. Biol. Proc. Intern. Symp. Praha. Czech. Ac. Sci. — 1987. — Р. 171—173.
48. 1 2 3  Геодакян В. А. Онтогенетическое правило полового диморфизма // ДАН СССР. — 1983. — Т. 269, № 2. — С. 477—481.
49. 1 2  Дарвин Ч. Происхождение человека и половой отбор. Соч. — М.: Изд-во AН СССР, 1953. — Т. 5. — 1040 с.
50. 1 2 3  Харрисон, Дж.; Уайнер, Дж.; Таннер, Дж.; Барникот, Н. Биология человека. — М.: Мир, 1968.
51. ↑  Гинзбург, В. В. Элементы антропологии для медиков. — Л.: Гос. изд. мед. лит, 1963.
52. 1 2  Рогинский, Я. Я.; Левин, М. Г. Основы антропологии. — М.: 1955.
53. ↑  Пульс // Большая медицинская энциклопедия. — М.: Сов. энциклопедия, 1962. — Т. 27. — С. 515.
54. ↑  Желчный пузырь // Большая мед. Энциклопедия. — 1978. — Т. 8. — С. 184.
55. ↑  Бойко, Е. И. Время реакции человека. — М.: Медицина, 1964.
56. ↑  Cui W., Ma C., Tang Y., e.a. (2005) Sex Differences in Birth Defects: A Study of Opposite-Sex Twins // Birth Defects Research (Part A). — 2005. — 73 p. 876—880.
57. ↑  Бородин П. М., Шюлер Л., Беляев Д. К. // Генетика. 1976. Т. 12, № 12. — С. 62.
58. ↑  Блинков С. М., Глезер И. И. Мозг человека в цифрах и таблицах. — Л., 1964. — 180 с.
59. ↑  Smith C. G. Age incidence of atrophy of olfactory nerves in man // J. Comp. Neurol. — 1942. — Vol. 77, No 3. — P. 589—596.
60. ↑  Гаврилов Л. А., Гаврилова Н. С. (1991) Биология продолжительности жизни. — М.: Наука, 280 с.
61. ↑  Gavrilov L. A., Nosov V. N. A new trend in human mortality decline: derectangularization of the survival curve // Age. — 1985. — Vol. 8, No 3. — P. 93-93.
62. ↑  Hamilton J. B. The role of testicular secretions as indicated by the effects of castration in man and by studies of pathological conditions and the short life span associated with maleness // Recent Progress in Hormone Research. — 1948. — Vol. 3. — N.Y., Acad. Press. — P. 257—322.
63. ↑  Комфорт А. Биология старения. — М.: Мир, 1967. — C. 400.
64. ↑  Parker G. A., Baker, R. R., Smith, V. G. F. The origin and evolution of gamete dimorphism and the male-female phenomenon // J. Theor. Biol. — 1972. — Vol. 36. — P. 529.